# 小澤裕美
小澤 裕美（おざわ ひろみ）は日本の実業家。

## プロフィール
青山学院大学経営学部卒業。
1981年中国広東省、広西チワン族自治区に留学。
証券会社、中国国営企業のに日本法人を経て、2000年新華ファイナンスジャパン株式会社の前身であるネットチャイナ株式会社の設立に参加。2003年新華ファイナンスに統合され2008年から4年間社長も務めた。同社は日本の金融機関などに中国の金融経済ニュースの配信及びビジネスコンサルティングを行っている。
2013年には自身2度目の創業となる株式会社R＆Zを設立し社長に就任した。同社は投資家関連サービスなどを含む総合的なサービス（プレスリリース配信、中国上場企業情報提供、M＆Aコンサルティング、セミナー講師）を主に日本、中国、台湾、香港向けに行っている。

## 主な著書
- 爆笑!エリート中国人（幻冬舎新書、2010年）[3][4]